# 社会主義協会
社会主義協会（しゃかいしゅぎきょうかい）は、戦前の労農派をルーツに持ち、1951年4月13日設立された日本社会党の理論研究集団。日本共産党の掲げる暴力革命による日本の社会主義国家化ではなく、日本社会党は平和的社会主義革命(社会主義国家の平和的実現)によるプロレタリア独裁の実現を目指した。そして、日本社会党が社会主義政党であり続け、他の西側諸国の左派野党第一党のような西欧社会民主主義政党にはならなかった原因でもある(日本における社会主義の道など)。 協会はマルクス=レーニン主義を指導理論とし、その普及だけでなく、自己を「日本社会党の階級的強化を通じて社会主義を平和的に実現させる思想集団」と規定した。1967年6月の第8回大会では太田派(右派)と向坂派(左派)の分裂が起きた 。旧社会党系勢力の中で単に「協会」と言うときは、通常この社会主義協会を指す。

## 歴史

### 前史および創立初期
協会の前身は、第二次世界大戦前から講座派（現在の日本共産党系）とマルクス主義の日本での適用や資本主義の性格をめぐる論争（日本資本主義論争）を続けた労農派である。1927年創刊の雑誌『労農』に拠ったのでこの名がある。太平洋戦争前夜の弾圧（人民戦線事件）で四散したが、日本敗戦後、山川均のもとに再結集し、1947年、理論誌『前進』を創刊した。『前進』は1950年11月に出版社の経営事情と同人間の対立が原因で廃刊となった。その1年前の1949年7月13日に『前進』の同人たちが集まって、社会主義研究会を発足させた。
1951年4月13日、この社会主義研究会を発展させる形で創設されたのが、社会主義協会である。『前進』に代わる機関誌の発刊も決定され、『社会主義』が創刊された。命名は、大内兵衛である。協会には、当初、知識人として大内兵衛のほか、山川、向坂逸郎、高橋正雄らが参加し、鈴木茂三郎、江田三郎ら日本社会党の政治家や総評系の労組幹部も多数参加した。しかし、『社会主義』の創刊に総評の高野実の力を借りたためか、『社会主義』初期の編集方針には高野の意向が大きく働いていた。『社会主義』の同人代表には大内と山川が就任した。創刊当時の『社会主義』の発行部数は約3500部だった。
まもなく、左社綱領草案やそれに対する清水試案の扱い、協会の日常運営をめぐって、山川らと高野の対立は覆いがたいものとなり、1953年12月高野、清水慎三らは協会を脱退した。その後、協会は山川らと太田薫ら総評内の反高野グループが結びつき、社会党左派の理論的支柱として発展していく。こうした社会党の左派優位路線を、日本型社会民主主義と呼ぶ見解もある。協会は、1950年代には様々な思想の持ち主を内包していた。ソ連・東欧など既存の社会主義国に対しても懐疑的で、1953年の東ベルリン暴動や1956年のポズナン暴動・ハンガリー動乱に対しては、反乱を起こした民衆に同情的で、ソ連の占領政策などを鋭く批判していた。

### 社会党統一後から安保・三池闘争
1955年の社会党再統一に対しては、これに反対したため、社会党左派の中心派閥である鈴木派との関係は冷却し、鈴木派と対立関係にあった和田派に接近したりしたが、社会党に対する発言力は急速に低下した。山川は社会党再統一に反対しながら、再統一後は活動家に対して執行部に協力するよう呼びかける柔軟性を持っていたが、1958年に死去した。そして、山川に代わって協会代表となった向坂は、社会党に左社綱領の精神に戻るよう呼び掛け、和田派と関係の深い総評の実力者太田や岩井章と手を組んだ。
さらに、1960年には向坂が養成した活動家を中心として三池闘争が勃発する。向坂は自ら現地に赴いて、活動家を激励し、協会も三池闘争を支持するが、結局は敗北に終わった。しかし、三池闘争を主導した協会の思想は、社会党青年部を基礎に安保・三池闘争の中で誕生した日本社会主義青年同盟（社青同）の中で影響力を広げていく。協会自身も、1961年の第3回総会で実践的課題にも応えうる組織に成長することが宣言され、全国オルグ制が導入され、党・労組・社青同の活動家獲得に力をいれるようになった。この前後から、高橋ら向坂と考えの異なる人々は、しだいに協会から離れていった。

### 実践団体志向とマルクス・レーニン主義化
1960年ごろから、改革を通して漸進的に社会主義を実現しようという構造改革論が社会党内で台頭すると、構造改革論の旗手・江田と対立していた佐々木更三は協会にてこ入れすることで、江田に対抗しようとした。当時、社会党の指導者は活動家たちを無視して、派閥抗争に熱中していたが、協会は代表の向坂自ら自宅を開放して、『資本論』を講義するなど、活動家の教育に力を注ぎ、活動家の心をつかんでいった。協会は元左社党学校で両社統一により独立団体となった労働大学と関係を深め、活動家の教育機関として活用していたが、さらに活動家向けの雑誌『まなぶ』を創刊するなど、組織を充実させていった。1964年の社青同第4回大会では、協会の理論に基づく「改憲阻止・反合理化の基調」（議案修正案）が可決され、協会系活動家が社青同の執行部を握り、その後の勢力拡大の基礎となった。
協会はしだいに実践団体化していき、総会も大会と名称変更し、運動方針などを持つようになった。1966年の第7回大会ではマルクス・レーニン主義(ソ連追随だったのでスターリンには否定的だった）を協会の基本理論とすることが決定された。協会のマルクス・レーニン主義化は、1961・65年の二度にわたって訪ソした向坂と、水原輝雄ら後に太田派の中心となり協会の実践団体化を目指したグループ双方の影響の結果とされる。平和革命論を中心とする協会の基本理論は、1967年分裂直前に一度決定し、1968年に正式決定した「社会主義協会テーゼ」に詳述されており、この中でプロレタリア独裁を明記した。社会党の綱領的文書「日本における社会主義への道」についても、1964年の決定や1966年のプロレタリア独裁を肯定する修正に、協会系党員が大きな役割を果たした。

### 社会主義協会の分裂－向坂・太田派
1967年6月26日から27日にかけて第8回定期全国大会が開催。社会主義協会は規約改定問題をめぐり、向坂派と太田派に分裂した。向坂派が理論学習を重視していたのに対し、太田派はそれに飽き足らず職場や地域での活動に力を入れており、この分裂は運動形態の相違が背景にあった。大会代議員の多数派は太田派だったため、向坂は大内とともに新しい協会を「再建」し、別に『社会主義』を創刊した。分裂当初は向坂派は少数派だったが、向坂派の方が熱心に社会党の組織活動に参加し、幾人か国会議員も生み出した。これに対し太田派は1970年末に大規模な分裂・脱退が起き、日本労働者階級解放闘争同盟（その後「人民の力」）や共産主義研究会（その後「青年共産主義者同盟（準）」を経て『国際主義』編集会議）などが結成されて勢力が衰えた。太田派にも国会議員はいたが、太田派左派の大量脱退によって、現場活動家層では向坂派が大きく優位に立った。このため、以後、社会主義協会というと向坂派協会を指すようになった。
協会派の影響力の強い社青同は1960年代後半には向坂派・太田派・反戦派（新左翼の加入戦術グループなど）の間で分裂状態に陥っていたが、1971年の社青同10回大会で向坂派系活動家が執行部を独占し、反戦派を除名した。太田派系同盟員は10回大会に参加せず、まもなく別組織の社青同全国協を立ち上げたが、社会党は向坂派系執行部の社青同を唯一の党支持協力青年団体として承認し、これ以後社青同は向坂派協会の影響が極めて強い組織となるとともに、急速に組織拡大した。

### 社会党内の一派閥として
向坂派社会主義協会は党・社青同の活動家層の支持を背景に社会党内で勢力を伸ばし、事実上、社会党の一派閥となった。おりしもプラハの春と呼ばれた民主化が進むチェコに対して、1968年、ソ連軍によるチェコ介入という事件が起き向坂はソ連側についた。そして協会は、日本共産党を含む全野党共闘を主張し、共産党排除を掲げる西欧社民志向の江田三郎や親中派と激しく対立した。他方、共産党とは自治体労働者の住民への態度や、教師の労働者性などを巡って論争した。このような協会を、当時のジャーナリズムは社会党最左派と呼んだ。しかし、マルクス経済学の学者でもあった向坂自身は極左を社会主義ではないと批判している。
協会が1960年代から70年代までに社会党内で影響力を高めた背景には、社会党自体に独自の党組織論がなく、地方組織の主要部分は協会系活動家が占め、選挙活動などを協会系党員や社青同同盟員に依存していたためという事情がある。加えて非協会系活動家が減衰していった結果、党大会代議員のうち4割を占めるまでになった。
協会は、労働運動理論としては、反合理化闘争路線をとった。これは資本主義社会での合理化は、労働者の不利益につながるので、あらゆる資本主義的合理化に反対するというものである。このような考え方は労務管理の厳しい民間企業では影響力を広げるのが難しかった。しかし、国鉄内部では生産性向上運動を阻止するのに協会が大きな役割を果たし、裁判所も生産性向上運動に従事した管理職の不正行為を認めたことから、国労を中心とする官公労では向坂協会が勢力を伸ばした。電電公社（現在のNTT）労組の全電通では、急成長した協会系活動家が反合理化闘争に消極的な組合執行部を強く批判して統制処分を受けた。この事件は1977年協会規制の伏線の一つとなった。
それまで協会と一定の協力関係を築いてきた佐々木派は親中的な性格が強かったが、中ソ対立の進展とともに、協会が自己の勢力を上回るようになると、ソ連・協会に対抗して一層中国に接近し、仇敵の江田らと7人委員会をつくって対抗した。1977年2月の党大会で協会系の代議員たちが副委員長の江田や元委員長の佐々木など中国派や社公民路線を批判し、過半数にあと一歩と迫ったことは、党内各派の警戒を呼び起こし、「社会主義協会を規制せよ」という声が高まった。党千葉県本部のように、協会系・反協会系に分裂する地方組織も現れ、党大会後に離党した江田は直後に急死した。労使協調路線への転換を模索していた総評も協会規制に賛成した。やむなく、1978年の第11回大会（総会）で、協会は理論研究集団に徹し、政治活動は行わないことを認め、「社会主義協会テーゼ」を部分改正して「社会主義協会の提言」とし、大会を再び総会に改めた。しかし協会規制で言葉は変えたものの、活動の実態はほとんど変わらなかった。このときの向坂協会には公称1万数千人の協会員がおり、『社会主義』の発行部数は6万2000部にまで達していたといわれる。

### 協会規制から活動停滞へ
協会の衰退は、外部からの協会規制ではなく、内部の変化から始まった。1982年11月に当時『社会主義』編集長だった福田豊らが『現代資本主義と社会主義像』を出版するなど、向坂門下の学者たちが社会民主主義へと次第に立場を変えていき、党中央本部書記グループの多くも1987年6月協会から分裂し『新しい社会党を創る会(創る会)』を結成、協会の力は次第に衰えていった。1985年1月に向坂が死去すると川口武彦が代表となった。1986年の「日本社会党の新宣言」決定にあたって協会は強く抵抗したが、協会の内部からも「新宣言」に賛成または黙認する部分が現れ、意思統一はなされなかった。これ以後、協会の中でも社会党と関係の深い部分はしだいに党内穏健左派として執行部を支えるグループとなっていき、社会民主主義へも一定の理解を示すようになったが、1970年代の姿勢を堅持すべきだという会員もいた。労働運動においても、労働戦線統一を巡って内部対立が深まった。1989年から1991年にかけての東欧革命・ソ連崩壊は、社会民主主義路線を優位に立たせた。さらに、社会党の政権参画や基本路線の転換などの社会党本体の混迷、総評解散、連合発足の影響も協会に波及し、1990年代に入って組織の分散が進んだ。
一方、太田協会は、国鉄分割民営化の時の国労解体の過程で、国労の右派（いわゆる民同左派）が分裂して鉄産総連（後にJR連合）を結成するのを支持した。太田はこれに反対し、1987年5月1日付で太田協会を脱退し、同年12月に社会主義労働運動研究会を結成した。太田脱退で左派の重石が取れた太田協会は、まず機関誌『社会主義』を1988年4月号から『進歩と改革』に、まもなく組織名も進歩と改革研究会と変えた。その後は社会民主主義を積極的に標榜する団体となり、社会党及び社会民主党の中で発言を続けている。太田協会が社会主義協会の名を捨てた事で、この時点では向坂派が唯一の社会主義協会になった。

### 社会党解体以後 - 再度の分裂(1998年)
1996年1月に社会党は社会民主党へ改称したが、これに反発する左派の一部が新社会党を結党し、また同年9月の民主党結党時に約半数の右派議員が参加し、社会党は解体した。これにあたって協会は統一した方針を出すことができず、協会員は社会民主党、新社会党、民主党に分散して所属することになった。これ以後、協会の組織危機は激化し、危機克服のために作られた再建委員会は内部対立で機能マヒした。佐藤保が代表の資格で招集した1998年2月の第31回総会に新社会党系協会員の多くは参加せず、同年3月に坂牛哲郎、上野建一を代表とする別の社会主義協会を「再建」した。佐藤代表の社会主義協会は、第31回総会で川口・佐藤のほか小島恒久を代表に選出した。のち川口は1998年に死去、佐藤は2012年に、。小島は2014年にそれぞれ代表を引退した。一方の坂牛協会も、創立時の代表であった坂牛・上野は2016年に共に引退、その後代表となった今村稔も2019年に引退した。
1998年時の分裂では、かつての向坂・太田派分裂と異なり、激しい批判の応酬はほとんどなく、分野・地域によっては共闘・相互交流も行われている。坂牛協会は2001年に「社会主義協会新テーゼ」を、佐藤協会は2002年に「社会主義協会提言の補強」を決定し、社会党・総評解体、ソ連東欧社会主義体制崩壊などに一定の総括を行った。佐藤・坂牛協会とも、今日ではマルクス・レーニン主義を用語としては使用せず、科学的社会主義を用いている。ただし科学的社会主義はマルクス主義の言い換えであり、「社会主義協会の提言」は現在も有効とされており、プロレタリア独裁の主張は放棄されていない。実態はともかく思想的にはマルクス主義から社会民主主義に転向したとは言えない（レーニン主義だけ放棄したとも言える）。

### 現在の状況
その後坂牛協会では、2010年の参院選で新社会党副委員長（当時）の原和美を社民党から比例区で立候補させることと、原の規約違反の二重党籍容認（新社会党と社民党籍）を巡り、社会民主主義への転向であるとの批判が起きた。元新社会党中央執行委員であった細川正らのグループが、2012年5月に科学的社会主義研究会を創立して協会再建を決定して分離し、2014年12月に独自の社会主義協会を「再建」した。細川協会は規約でマルクス・レーニン主義を明記している。さらに新社会党元中央執行委員の原野人らも坂牛協会から離脱し、原らは『社会通信』に拠ってベーシックインカムなどの政策を巡って新社会党中央、坂牛協会を批判している。
このような経緯で、向坂派協会は2023年現在3団体に分かれており、いずれも「社会主義協会」を名乗っている。なお下記の通称は、それぞれ分裂時の代表名にちなむ。
- 立松潔を代表とし（2014年共に代表に選出された杉田憲道は2017年1月死去）、『社会主義』を発行する旧来の立憲民主党・社民党系（一部に新社会党、政党無所属を含む）- 通称「佐藤協会」
- 石河康国、川村洋二、石川一郎を代表とし[10]、『科学的社会主義』を発行する新社主流派 - 通称「坂牛協会（または再建協会）」
- 細川を代表とし、隔月刊の機関誌『研究資料』を発行する新社非主流派 - 通称「細川協会」

佐藤協会は、2020年の立憲民主党合流問題による社民党の事実上の分裂に際し、対応が合流賛成・反対に分かれ、1996年の社会党消滅時と同様に分裂が噂されたが、佐藤協会では分裂への忌避感が強く組織分裂には至っていない。『社会主義』には立憲民主党、社民党双方の立場を反映する論文が掲載されている。立憲民主党に合流した社会主義協会会員は、同党に合流した社民党員が2021年2月28日に結成した社会民主主義フォーラムの中心的メンバーになっている。
社会主義協会自身は21世紀の自己の任務を「われわれは協会の目的（規約第二条）、任務（規約第六条）に沿った研究・調査・討議を積極的に進め、資本主義の発展から作り出される矛盾が、必ず労働者運動の前進を作りだすという法則性に確信を持ち、ここにしっかりと結びついて労働運動の階級的強化を柱に広範な統一戦線を担う社会主義政党の再確立を展望して全力をあげる。」（「再建十年の経過と研究活動」）と規定している。

## ソ連との関係・中国との対立とその後
社会主義協会と中国の関係は、1975年以前は、特に目立ったものではなかった。1968年決定の「社会主義協会テーゼ」では、文化大革命にたいしても比較的冷静な表現をしている。

### 中ソ対立による中国批判
この関係が変化するのは、1975年5月の「日本社会党第六次訪中団と中日友好協会代表団との共同声明」からである。中国側はこの声明に当時の中ソ関係を反映しソ連とアメリカを同等にみなす「両超大国の覇権主義」書き込みを強く求め、当時の成田知巳委員長はこれを受け入れた。
これに対して、社会主義協会は強く反発し、機関誌『社会主義』などで当時の中国を名指しで公然と批判した。中国側も、『人民日報』など公式媒体で反論することはなかったが、訪中団との談話やあいさつなどで、社会主義協会を名指し批判した。この共同声明は党内対立を激化させ、成田・石橋体制崩壊の一因となった。文革終結後の1977年でも、中国の廖承志は、台湾ロビー及び社会主義協会に対し「中国を敵視する勢力」と位置付けた上、いら立って「こういう連中」呼ばわりしたという。社会主義協会の側も、中国政府及びポル・ポトなどの中国派武装ゲリラを非難していた。

### 中ソ対立の緩和後
1982年9月の中国共産党第12回大会でソ連を覇権主義とみなす「3つの世界論」が取り消されると、中国と社会主義協会の対立も平穏化した。1983年に日本社会党が中国共産党と公式党関係を樹立した際、当時の胡耀邦総書記は、石橋政嗣委員長に対して、1975年日中共同声明の際の中国側態度を詫びたと言われる。1985年の日中青年三千人交流では、社会主義協会の影響力が強い社青同も、代表団を派遣した。
その後、社会主義協会と中国との組織交流は特になかったが、2001年社会主義協会（佐藤協会）が当時の中国社会科学院マルクスレーニン主義毛沢東思想研究所訪日代表団を受け入れて以降は、後身の中国社会科学院マルクス主義研究院との理論交流が定期的に行われるようになっている。佐藤協会の『社会主義協会提言の補強』では、中国について問題は指摘しつつも社会主義国とみなしている。一方、坂牛協会系の『社会通信』や細川協会の『研究資料』では、中国の体制に疑問符を付ける論文が掲載されることもある。

## 反戦青年委員会を非難
労働運動に力を入れていた社会主義協会は、新左翼の街頭闘争からは距離を置いていて、暴力主義的な反戦青年委員会を批判していた。当時は解放派と第四インターナショナルの加入戦術も警戒していたが、現在は対立していない。